# Neuroleon (Neuroleon) maroccanus
Neuroleon (Neuroleon) maroccanus is een insect uit de familie van de mierenleeuwen (Myrmeleontidae), die tot de orde netvleugeligen (Neuroptera) behoort. 
Neuroleon (Neuroleon) maroccanus is voor het eerst wetenschappelijk beschreven door Navás in 1912.